# Saxtrio
En saxtrio är en orkestertyp bestående av tre saxofonister, vilka tillsammans frambringar ett specifikt ”sound” som ofta används i storbandsjazz. Ett närliggande begrepp är ”tre saxar och trumpet” för standardarrangemang för dansorkestrar i mitten av 1900-talet.
Saxtrion förekommer i olika kombinationer från tre altar till alt, tenor och baryton. En berömd saxtrio är Sonny Rollins saxtrio från 1950-talet.
I göteborgstidningen Aftonposten den 22 juni 1951 ges Gustaf Egerstam äran av att ha lanserat saxtrion i Sverige. Av en intervju med Sune Lundwall inför dennes 50-årsdag 1951 framgår att det skedde när Egerstams orkester var engagerad på restaurang Riche i Stockholm. Sune Lundwall medverkade på tenorsax, Peva Derwin sannolikt på altsax, medan trions tredje medlem har förblivit okänd.